# District municipal des Pières
Le district municipal des Pières, en grec moderne : Δημοτική ενότητα Πιερέων, est un ancien dème du district régional de Macédoine-Orientale-et-Thrace en Grèce. Depuis 2010, il est fusionné au sein du nouveau dème de Pangée.
Le siège de l'ancien dème était le village de Mousthéni.
Il tient son nom de l'ancienne tribu thrace des Pières.
Selon le recensement de 2011, la population du district comptait alors 4 011 habitants.